# Tanima
Tanima  (Danemme, Teneme, Tiniema), jedna od bandi Komanča koja je pod tim imenom poznata tek nakon 1800-te godine, i to u području između gornjeg toka rijeke Brazos i Red Rivera u Teksasu. Ovo područje dijelili su s bandama Tenawa i Nokoni. 
Po neki antropolozima tenawa i tanima su dva naziva za jednu te istu bandu Komanča. Njihovo ime označava one koji jedu jetru („jedači jetara”)